# Prinsburg
Prinsburg ist eine City im Kandiyohi County, Minnesota in den Vereinigten Staaten. Das U.S. Census Bureau hat bei der Volkszählung 2020 eine Einwohnerzahl von 520 ermittelt.

## Geographie
Nach den Angaben des United States Census Bureaus hat die Stadt eine Fläche von 2,7 km², die vollständig aus Land besteht.
Prinsburgs geographische Koordinaten sind 44° 56′ N, 95° 11′ W. Die Hauptstraße des Ortes ist die Minnesota State Route 7.

## Demographie
Zum Zeitpunkt des United States Census 2000 bewohnten Prinsburg 458 Personen. Die Bevölkerungsdichte betrug 168,4 Personen pro km². Es gab 192 Wohneinheiten, durchschnittlich 70,6 pro km². Die Bevölkerung von Prinsburg bestand zu 99,13 % aus Weißen, 0,44 % Asian, 0,44 % gaben an, anderen Rassen anzugehören. 0,44 % der Bevölkerung erklärten, Hispanos oder Latinos jeglicher Rasse zu sein.
Die Bewohner Prinsburgs verteilten sich auf 188 Haushalte, von denen in 29,3 % Kinder unter 18 Jahren lebten. 73,4 % der Haushalte stellten Verheiratete, 0,5 % hatten einen weiblichen Haushaltsvorstand ohne Ehemann und 25,0 % bildeten keine Familien. 24,5 % der Haushalte bestanden aus Einzelpersonen und in 17,6 % aller Haushalte lebte jemand im Alter von 65 Jahren oder mehr alleine. Die durchschnittliche Haushaltsgröße betrug 2,44 und die durchschnittliche Familiengröße 2,89 Personen.
Die Stadtbevölkerung verteilte sich auf 24,9 % Minderjährige, 6,1 % 18–24-Jährige, 21,4 % 25–44-Jährige, 21,4 % 45–64-Jährige und 26,2 % im Alter von 65 Jahren oder mehr. Das Durchschnittsalter betrug 43 Jahre. Auf jeweils 100 Frauen entfielen 96,6 Männer. Bei den über 18-Jährigen entfielen auf 100 Frauen 91,1 Männer.
Das mittlere Haushaltseinkommen in Prinsburg betrug 38.125 US-Dollar und das mittlere Familieneinkommen erreichte die Höhe von 41.136 US-Dollar. Das Durchschnittseinkommen der Männer betrug 36.563 US-Dollar, gegenüber 17.321 US-Dollar bei den Frauen. Das Pro-Kopf-Einkommen in Prinsburg war 21.545 US-Dollar. 2,3 % der Bevölkerung und 1,4 % der Familien hatten ein Einkommen unterhalb der Armutsgrenze, davon waren keine Minderjährigen und 7,9 % der Altersgruppe 65 Jahre und mehr betroffen.